# ヴィクトル・ユシチェンコ
ヴィークトル・アンドリーヨヴィチ・ユシチェンコ（ウクライナ語: Ві́ктор Андрі́йович Ю́щенко, ラテン文字転写: Viktor Andrijovyč Juščenko、1954年2月23日 - ）は、ウクライナの政治家。2010年2月25日まで大統領を務めた。

## 来歴

### 生い立ち
1954年2月23日、ソビエト連邦の一部だった、ウクライナ共和国東部のスームィ州・ホルージウカ村の教師の家庭に生まれた。父親のアンドレイは、第二次世界大戦に出征、独ソ戦で捕虜となり、アウシュヴィッツ強制収容所に収容されていた。
ユシチェンコは、ウクライナ西部のテルノーピリ財政・経済大学を卒業し、経済科学準博士号を取得する。卒業後に徴兵され、当時ソ連国家保安委員会 (KGB) 所属だった国境警備軍に1年間勤務した。KGBで働いたことや、1977年からウクライナ共産党に所属していたことにより、ウクライナの極右・民族主義勢力にはしばらくの間認められなかった。

### 銀行家
1976年から銀行員となった。ソ連時代、著名な財務官ヴァディーム・ヘーチマンにその手腕を認められ、ウクライナ独立後の1993年から1999年まで、ウクライナ国立銀行理事長を務めた。任期中は通貨発行の抑制に努め、国際通貨基金 (IMF) などから高い評価を受けるが、その一方で貨幣不足による給料・年金の遅配や欠配が生じ、政界から不興を買った。

### 政治家

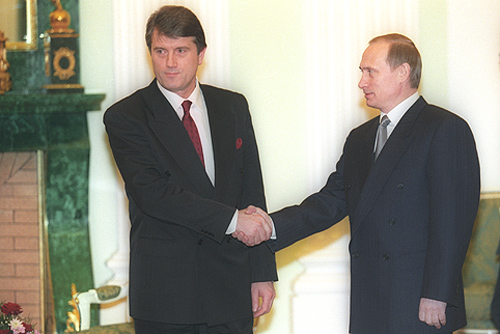
ユシチェンコ首相とウラジーミル・プーチン大統領(2000年)

1999年12月、ウクライナ国債の債務不履行に対処するため、レオニード・クチマ大統領から急遽首相に登用され、債権団との繰り延べ交渉をまとめあげる。在任中、ウクライナのGDPが初めてプラス成長に入る幸運に恵まれたことで国民的人気を獲得するが（99年下半期には既にプラス成長だった）、大統領へ忠実に振るまったため、反対勢力を落胆させた。人気が絶頂に達した時、議会から不信任決議を突き付けられ、2001年5月に解任される。首相退任後の2002年1月、10個の政党が合同した選挙ブロック「我らのウクライナ」を結成し代表となる。2002年3月の議会選挙においての24.7%の支持を獲得した。

### 2004年大統領選挙とダイオキシン毒

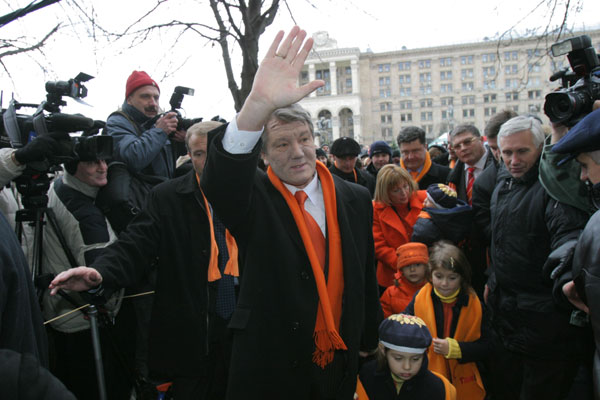
支持者に応えるユシチェンコ（2004年）

2004年、クチマの任期満了に伴い、大統領選挙に野党から立候補した。2004年9月、ユシチェンコは突然重病にかかり、美男子として鳴らしていた顔が痘痕だらけとなった。これはダイオキシン中毒によるものとされたが、真相は不明であった。ユシチェンコらは親ロシア派の対立陣営（またはロシアのFSBによる）による置毒を主張したので、国民の同情は高まった。
11月21日、与党の推す親ロシア派のヴィクトル・ヤヌコーヴィチ首相との決選投票が行われた。しかし、ヤヌコーヴィチ首相が勝利したという投票結果を巡り、ウクライナを東西に二分する大混乱（オレンジ革命）を引き起こし、最高裁判所の裁定により再選挙を実施することになった。
12月26日に実施された再選挙では、ユシチェンコが52.12%、ヤヌコーヴィチが44.09%を得票し、ユシチェンコが当選した。ヤヌコーヴィチ陣営は不正があったとして最高裁に提訴したが再び野党による政府施設の封鎖が起こり、12月30日には提訴が却下され、政権交代が確定した。そして2005年1月23日、ウクライナ最高会議で宣誓を行って大統領へ就任し、オレンジ革命の盟友であるユーリヤ・ティモシェンコを首相に任命した。

### 大統領
しかし大統領就任後は政権内部に亀裂が生じ、ティモシェンコとも対立した。政権内部の亀裂が深刻化する中、2005年9月8日にユシチェンコはティモシェンコ首相以下全閣僚を解任する大統領令に署名した。ドニプロペトロウシク州知事代行のユーリー・エハヌロフを首相代行に任命し、組閣を要請した。2006年3月の議会選挙において、エハヌロフを1位候補とする「我らのウクライナ」が第3位の得票で惨敗するとその政治力も低下し、選挙後の多数派工作を巡る議会混乱で主導権を握ることなく、ヤヌコーヴィチ内閣の誕生を許すこととなった。
2007年9月の議会選挙後に「我らのウクライナ」と「ティモシェンコ・ブロック」が手を組み、議会の過半数を獲得。解任したティモシェンコを再び首相に任命した。しかし天然ガスの供給を受けるロシアとの関係を巡って再びティモシェンコと関係が悪化し、2008年9月16日に連立政権が解消された。
この政局の混迷を打開するため、10月8日にウクライナ議会を解散して12月7日に総選挙を実施するという大統領令を公布した。これに対し、ティモシェンコは総選挙後の議員就任から1年未満で大統領が議会を解散するのは憲法違反であるとして裁判所に提訴した。ユシチェンコは対抗してこの裁判所を大統領令で廃止した。また、ティモシェンコ側は総選挙を阻止するため、選挙予算の拠出に関する審議を拒んだ。そのため、ユシチェンコは10月20日に一旦は総選挙を12月14日へ先送りする意向を示したが、世界金融危機によって悪化したウクライナ経済への対策とティモシェンコ側による妨害を理由として、結局は年内の選挙実施を取り下げた。
2009年3月3日には側近で親欧米派のボロディミール・オグリスコ外相が、議会での解任決議を可決され、退任を余儀なくされた。これは、大統領のさらなる求心力低下につながるとの指摘もあった。
再選をねらって出馬した2010年ウクライナ大統領選挙では、第1回目の投票でヤヌコーヴィチ、ティモシェンコらに差をつけられて5位に終わり、決選投票にも残れず敗北した。
ソ連によるウクライナへの「人為的な飢餓」とされるホロドモールを強く批判している人物でもあり、またナチス・ドイツのホロコーストに対しても批判的で、ホロドモールとホロコーストを否定したり過小評価する者への刑事罰を大統領在任中に検討していた。

2010年１月20日、国家理念を擁護する不屈の精神、ウクライナ独立国家のための闘争で英雄的行為と自己犠牲を示した功績があったとして、ステパン・バンデラにウクライナ英雄の称号を授与した。

## 側近グループ
ユシチェンコの側近グループは、4グループに分かれる。
第1グループは、ユシチェンコの子供達を名付けた人々である。その中には、「アジオ」銀行理事長スタニスラフ・アルジェヴィチン、議会予算委員会委員長ピョートル・ポロシェンコ、有名な女性歌手オクサーナ・ビロジルがいる。このグループには、最も有力な盟友、ユーリヤ・ティモシェンコも含まれていたが、ユシチェンコとの対立によりティモシェンコは首相を解任され、批判的立場に回った。
第2グループは、兄のピョートル・ユシチェンコが率いている。この第2グループには、クチマ前大統領との連絡係である代議員オレグ・ルイバチュクが含まれる。ルイバチュクは、クチマの娘のエレーナ・フランチュクと彼女の夫のヴィクトル・ピンチュクの旧友である。ルイバチュクは、ユシチェンコと共にロシア人への書簡の発議者となり、ウクライナ民族主義を否定している。
第3グループは、議会副議長アレクサンドル・ジンチェンコと代議員オレクサンドル・トゥルチノフ等、クチマの元盟友である。
第4グループは、金融界である。ユシチェンコの最も明らかな代理人は、グルジア人のダヴィド・ジュヴァーニヤである。ジュヴァーニヤは、ロシア大統領候補イワン・ルイプキンがキエフに隠れるのを助けたことがある。ジュヴァーニヤの存在は、ユシチェンコの友人であるボリス・ベレゾフスキーのウクライナ選挙戦への関与も示唆している。ジュヴァーニヤと共に、ユシチェンコの会計係となったのは、ロシアの「欧州保険同盟」ウクライナ代表部を率いる代議員アレクサンドル・モロゾフである。

## 人物
2度結婚している。前妻のスヴェトラーナ・コレスニクは、銀行家時代の庇護者ワージム・ヘチマンの名付け子。後に離婚。
後妻のカテルィナ・クレア・ユシチェンコは、ウクライナ系アメリカ人で、「銀行保障」プログラムのディレクター、人権担当国家書記官アシスタント特別補佐官であり、ホワイトハウスの社会関係事務所と米財務省で各種職務を占めた。ユシチェンコの政敵は、カテルィナをCIAのスパイと呼んでおり、クチマ大統領やウクライナ保安庁 (SBU) すらもその真偽に興味を持った。彼女は、ウクライナ大統領選挙中にアメリカ国籍からウクライナ国籍への切り替えを宣言したが、実施されたかは不明である。
また、ウクライナ大統領名誉賞を授与されており、経済科学アカデミーのアカデミー会員、サイバネティックス専門家、「キエフ・モヒラ・アカデミー」とオストロシュク・アカデミーの国立大学名誉博士、ウクライナ功労経済学者、科学及び技術領域のウクライナ国家賞受賞者、テルノーピリ市の名誉市民、金融問題に関する300件の記事の著者である。1997年の「Global Finance」のレイティングの結果によれば、世界最良の金融学者の6人の中に入った。
議会の同僚は、遅刻などに見られるユシチェンコのだらしなさと未熟さについて語っている。このため、議員時代に自分の会派の一部を失っている。2005年7月には、息子アンドリーの放蕩が報道されると、報道機関に「注文」を付けた。